# Транспорт в Тульской области
Транспорт в Тульской области обеспечивает связь, как между населёнными пунктами внутри области, так и связь с соседними областями. Представлен автомобильным, железнодорожным, внутренним (речным) водным, авиационным, трубопроводным. В Туле также имеется трамвайный и троллейбусный транспорт.
По состоянию на 2015 год в Тульской области действовало около 1700 единиц муниципального пассажирского автотранспорта, осуществляющего внутригородские, пригородные, междугородние, а также школьные перевозки. Кроме этого, в регионе осуществляются пассажирские перевозки маршрутными такси, общее численность которых составляет 1600 единиц.

## Дороги Тульской области

### Автомобильные дороги федерального значения
- М2 E 105 автомобильная дорога «Крым» (Москва — государственная граница с Украиной). Автомагистраль же обходит Тулу с запада и заканчивается на пересечении с трассой Р132 Тула-Калуга в районе населённых пунктов Помогалово, Жировка. Далее трасса проходит с западной стороны Щёкино и через Плавск и Чернь;
- М4 E 115 автомобильная дорога «Дон» (Москва — Новороссийск) — проходит западнее городов Венёв и Новомосковск, между городами Киреевск и Узловая, близ Богородицка и с востока обходит Ефремов;
- М6 E 119 AH8 автомобильный дорога «Каспий» (Москва — Астрахань) — пересекает небольшую часть области на северо-востоке;
- Р92 автомобильная дорога Калуга — Перемышль — Белев — Орел. Проходит по территориям Суворовского и Белёвского района;
- Р132 автомобильная дорога «Золотое кольцо» (Ярославль — Кострома — Иваново — Владимир — Гусь-Хрустальный — Рязань — Михайлов — Тула — Калуга — Вязьма — Ржев — Тверь — Углич — Ярославль). Проходит по территориям МО г. Новомосковск, Венёвскому району, МО г. Тула, МО г. Алексин.

### Автомобильные дороги регионального и муниципального значения
Всего по территории Тульской области проходит 568 дорог регионального и муниципального значения.
Среди которых:
- 70К229 Тула — Новомосковск;
- 70К149 Егорьевск — Ненашево;
- 70К041 Тула — Белёв.

## Автобусный транспорт
В регионе неплохо развито автобусное сообщение. С центрального автовокзала Тулы автобусы отправляются в Москву, Липецк, Воронеж, Калугу, Орёл, Рязань, Тамбов, Брянск, Харьков, а с автостанций «Северной» и «Восточной» в населённые пункты области. В самой Туле действует 31 автобусных маршрута и 23 маршрута маршрутного такси

### Автовокзалы Тульской области
- Автовокзал «Алексин»: г. Алексин, ул. Г. Короткова, д. 4
- Автовокзал «Богородицк»: г. Богородицк, ул. Пролетарская, д. 42
- Автовокзал «Ефремов»: г. Ефремов, ул. Ленина, д. 64
- Автовокзал «Новомосковск»: г. Новомосковск, ул. Комосомольская, д. 1Б
- Автовокзал «Суворов»: г. Суворов, ул. Грибоедова, д. 1А
- Автовокзал «Тула»: г. Тула, пр. Ленина д. 94
- Автовокзал «Щёкино»: г. Щёкино, ул. Советская, д. 2

### Автостанции Тульской области
- Автостанция «Болохово»: г. Болохово, ул. Соловцова, д. 12
- Автостанция «Венёв»: г. Венёв, ул. Бундурина, д. 3
- Автостанция «Восточная»: г. Тула, ул. Оборонная, д. 83
- Автостанция «Кимовск»: г. Кимовск, ул.Бессолова, д. 74
- Автостанция «Киреевск»: г. Киреевск, ул. Зеленая, д. 6
- Автостанция «Липки»: г. Липки, ул. Мира, д. 1А
- Автостанция «Плавск»: г. Плавск, ул. Коммунаров, д. 76А
- Автостанция «Северная»: г. Тула, ул. Октябрьская, д. 297Д
- Автостанция «Узловая»: г. Узловая, ул. Привокзальная, д. 7А

## Железнодорожный транспорт
В Тульской области хорошо развито железнодорожное сообщение. Через регион проходят дороги Москва-Харьков-Симферополь, Вязьма—Сызрань и Москва-Донбасс. Узловые станции — Тула, Узловая и Новомосковск. Железнодорожные станции есть практически во всех крупных населенных пунктах. Общая протяженность железных дорог области — около 1 тысячи километров.

## Электротранспорт в Туле
Эксплуатация троллейбусов в Туле началась в 1962 году. Первоначально использовались два троллейбусных маршрута. В настоящее время активными являются девять маршрутов, общей протяжённостью — 63,9 км. Эксплуатацию троллейбусной сети с 19 апреля 2010 года осуществляет МКП «Тулгорэлектротранс».
Трамвайные линии в Туле были запущены в 1927 году. В настоящее время используется 11 маршрутов, общей длиной — 92,1 км. Обслуживание всех маршрутов осуществляется одним депо.

## Водный транспорт
Водный транспорт в области развит слабо. Единственной судоходной рекой является Ока, по которой ходят сухогрузы и пассажирское судно из Калуги в Алексин. А также в самой Туле по реке Упе летом ходит речной трамвай.

## Авиационный транспорт
Действующих гражданских аэропортов в регионе нет. Через воздушное пространство области проходят авиационные маршруты, но сама Тульская область авиасообщением не занимается. В области есть два аэродрома — «Клоково» в Туле и «Восточный» в Ефремове.